# Isidora Randjelović
Isidora Randjelović (* 1975) ist eine in Berlin wirkende Diplom-Sozialpädagogin, Sozialforscherin (M.A), promovierte Erziehungswissenschaftlerin und Aktivistin, die sich vor allem für die Rechte von Sinti und Roma und Migrantinnen einsetzt.

## Leben und Wirken
Mit ihrem vielfältigen Engagement auf politischer, wissenschaftlicher und Bildungs-Ebene setzt sich Randjelović, selbst Romni, für gesellschaftliche Gerechtigkeit und gegen Rassismus ein. Als Diplom-Sozialpädagogin und Sozialarbeiterin wirkt Randjelović in verschiedenen Projekten und Initiativen, die sich mit der Stärkung von Minderheitengruppen, mit rassismuskritischer Bildung  und der Förderung von Inklusion in Deutschland beschäftigen. Dazu zählen der  RomaniPhen e.V.,  inirromnja, der Verband Interkultureller Arbeit (VIA) Berlin/Brandenburg und der Bundes Roma Verband.
Weiterhin ist Randjelović als Lehrbeauftragte an der Alice Salomon Hochschule Berlin tätig.
Randjelović ist Mitbegründerin und Leiterin des RomaniPhen e.V.  eines rassismuskritischen und feministischen Vereins. Unter der Leitung durch Randjelović sowie den Vorstand, bestehend aus der Erziehungswissenschaftlerinnen Jane Weiß und der Künstlerin und Autorin Tayo Awosusi-Onutur, wird ab 2016 der jährliche Romnja* Power Month vom 8. März, dem feministischen Kampftag bis zum 8. April, dem Internationalen Tag der Roma organisiert.
Im Auftrag der Unabhängigen Kommission Antiziganismus (UKA) wurden 2020 großflächig Studien im deutschen Raum in Auftrag gegeben. Diese zielten darauf ab, eine Erhebung der Verbreitung von Rassismus gegen Sinti und Roma sowie die Ressourcen zur Bekämpfung desselbigen zu ermöglichen. Im Auftrag der Kommission koordinierte Randjelović als wissenschaftliche Mitarbeiterin der Alice Salomon Hochschule Berlin gemeinsam mit ihrem Forschungsteam eine bundesweite Studie zu Rassismuserfahrungen von Roma und Sinti. Die Ergebnisse dieser ersten umfassenden Studie ihrer Art wurden unter dem Titel "Unter Verdacht – Rassismuserfahrungen von Rom:nja und Sinti:zze in Deutschland" veröffentlicht.
Randjelović verfasst regelmäßig Fachpublikationen und Artikel zum Themenkomplex Intersektionalität, Bildung, Migration, Emanzipation und Kritik an sozialwissenschaftlicher Forschung im Bereich Roma und Sinti. Sie veröffentlichte 2014 gemeinsam mit Jane Weiß (damals Schuch) das Dossier: Perspektiven und Analysen von Sinti und Roma in Deutschland. In dem Dossier setzte sich Randjelović kritisch mit der akademischen Forschung zum Antiziganismus auseinander. Dabei hält sie es für unerlässlich, dass außer Analysen und Veröffentlichungen aus dem Wissenschaftsbetrieb mit seinen spezifischen Regeln und Voraussetzungen auch die Diskurse der verschiedenen Menschen Berücksichtigung finden, die selbst Gewalt gegen Roma erfahren und das auf vielfältige Weise etwa künstlerisch, biographisch und politisch thematisieren. Laut Randjelović werden diese nicht-akademischen Diskurse in der Öffentlichkeit und auch „in der wissenschaftlichen Wissensproduktion überwiegend ignoriert.“ Auch fehlten nach wie vor die Voraussetzungen, „dass die Überlebenden des Samudaripen öffentlich über die Auslöschung, die Traumata und das Überleben reden konnten/können.“
Für das migrationspolitische Portal der Heinrich-Böll-Stiftung gab Randjelović im April 2018 ein Interview über verbreitete Stereotype, die Diskriminierung von Sinti und Roma im Bildungssystem sowie das Verhältnis zwischen Sprache und Rassismus. Darin berichtete sie unter anderem über Bildungsmaterialien wie einem Video der Mädchengruppe Romani Chaji: how we want to be called, mit denen Jugendliche für rassistische Fremdbezeichnungen für Sinti und Roma sensibilisiert werden und angemessenere Bezeichnungen wie Sinti, Sintize, Romnja und Roma kennen lernen können.
Im Rahmen ihrer Mitwirkung an der Studie Rassismus gegen Sinti*zze und Rom*nja zitierte Randjelović 2019 folgendes Beispiel für die Auswirkungen lebenslanger Traumata bei betroffenen Personen:

„Eine Frau, die im Konzentrationslager geboren wurde, überlebt und pflegt später als junge Frau ihre kranken Eltern, die tief gezeichnet waren von den Erlebnissen in der Gefangenschaft der Nationalsozialisten. Ihre Wohnung wurde enteignet und sie bekamen auch keine Entschädigung. Sie lebten in Baracken, die ihnen nach dem Krieg von der Stadt zugewiesen wurden. Dort wurden sie regelmäßig von Sozialarbeitern und der Polizei kontrolliert. In den 80er Jahren wurden sie und ihre Familie im Urlaub auf einem Campingplatz von einer Bande mit Waffen beschossen.“

Am 8. April 2019 war Randjelović anlässlich des Internationalen Tags der Roma als Moderatorin an einer Produktion im Berliner Maxim Gorki Theater mit dem Titel „Gypsy reports and songs from Brexitland. Every Day is Roma Day!“ beteiligt.
Im Oktober 2022 berichtete die Deutsche Welle, wie Randjelović die App TalkingMemories mit Hintergrundinformationen für das Denkmal für die im Nationalsozialismus ermordeten Sinti und Roma Europas vorstellte. Mit ihrem Team entwickelte sie diese digitale Anwendung, um die Perspektiven und Erinnerungen der Roma und Sinti an den Genozid stärker in die Gedenkkultur des Denkmals zu integrieren.

## Veröffentlichungen (Auswahl)
- Wissen aus sicherer Quelle. Rassismus in der deutschsprachigen (vor-)wissenschaftlichen Wissensproduktion über Rom:nja und Sinti:zze zwischen dem 15.-18. Jahrhundert. In: Zeitschrift für erziehungswissenschaftliche Migrationsforschung (ZeM). Band 2, Nr. 1, 12. Juni 2023, S. 75–90, doi:10.3224/zem.v2i1.06 (budrich-journals.de).

- zusammen mit Olga Gerstenberger, José Fernández Ortega, Svetlana Kostić, Iman Attia: Unter Verdacht: Rassismuserfahrungen von Rom:nja und Sinti:zze in Deutschland (= Interkulturelle Studien). Springer VS, Wiesbaden / Heidelberg 2022, ISBN 978-3-658-37023-7 (academia.edu).

- „Rassismus gegen Rom*nja und Sinti*zze“. Informations- und Dokumentationszentrum für Antirassismusarbeit e. V. (Hrsg.) 2019

- Projektevaluation des Modellprojekts: Kinder und Jugendtheater „So keres?“ zur Sensibilisierung gegen Antiziganismus an Schulen in Berlin-Neukölln, in: „So keres?“ (Hrsg.): Kinder und Jugendtheater, Berlin, 2016.

- Ein Blick über die Ränder der Begriffsverhandlungen um „Antiziganismus“, in: Randjelović, Isidora/Schuch, Jane/Heinrich Böll Stiftung (Hrsg.): Dossier Perspektiven und Analysen von Sinti und Roma in Deutschland, Berlin, 2014

- Zigeuner_in. In: Susan Arndt, Nadja Ofuatey-Alazard (Hrsg.): Wie Rassismus aus Wörtern spricht. (K)Erben des Kolonialismus im Wissensarchiv deutsche Sprache. Ein kritisches Nachschlagewerk. Unrast Verlag, Münster, S. 671–677,  2011, ISBN 978-3-89771-501-1 (wordpress.com [PDF; 105 kB; ])
- Auf vielen Hochzeiten spielen. Strategien und Orte widerständiger Geschichte(n) und Gegenwart(en) in Roma Communities, in: Nghi Ha, Kien/al-Samarai, Lauré/Mysorekar, Sheila (Hrsg.): Re/visionen. Postkoloniale Perspektiven von People of Color auf Rassismus, Kulturpolitik und Widerstand in Deutschland, Münster: Unrast Verlag, 2007, S. 165–180, ISBN 978-3-89771-458-8.